# Airline Catering Association
Airline Catering Association (afgekort ACA) is de internationale belangenorganisatie van ondernemingen die catering leveren aan luchtvaartmaatschappijen.  

## Doelstelling
Deze brancheorganisatie, die gevestigd is in Brussel, vertegenwoordigt en behartigt de gemeenschappelijke belangen van de luchtvaartcateringindustrie op zowel Europees als op internationaal vlak. ACA focust zich vooral op regelgeving inzake kwaliteit, voedselveiligheid en milieuaangelegenheden. De vereniging houdt zich op dit ogenblik voornamelijk bezig met nieuwe regelgeving in de Europese Unie.

## Geschiedenis
De organisatie werd opgericht op 12 februari 2018. 

## Prioriteiten

### EU verbod op wegwerpplastics
In oktober 2018 heeft het Europees Parlement een aantal maatregelen gestemd om tegen 2021 een aantal wegwerpplastics te bannen. Luchtvaartmaatschappijen en cateringbedrijven gebruiken plastic voorwerpen aan boord van passagiersvliegtuigen omwille van de lage kosten, het geringe gewicht en het gebruiksgemak. De huidige Europese regels voor internationaal cateringafval schrijven voor dat luchtvaartmaatschappijen al het keukenafval dat van buiten de grenzen van de EU komt, moeten verbranden of op een diepe afvalstortplaats deponeren, om de overdracht van ziekten te voorkomen. De meeste landen hanteren het voorzorgsprincipe en leggen de verplichting op dat het cateringafval ongeacht de oorsprong - zelfs van intra-EU-vluchten - wordt verbrand. ACA is niet gekant tegen de nieuwe EU-regels, maar is van mening dat het nieuwe beleid weinig voordelen voor het milieu zal opleveren. ACA gaat een lijst van alternatieve materialen maken die geschikt zijn voor gebruik aan boord op het gebied van hygiëne, weerstand tegen hoge temperaturen en de stockage tijdens langeafstandsvluchten. De organisatie verwacht dat luchtvaartmaatschappijen de kosten die gepaard gaan met het vervangen van wegwerpplastics door duurzame of biologisch afbreekbare materialen zullen doorrekenen aan de passagiers.

## Leden
- Do & Co
- dnata
- Gategroup
- LSG Sky Chefs
- Newrest